# 源義康
源 義康（みなもと の よしやす / 足利 義康 あしかが よしやす）は、平安時代末期の武将。足利氏の祖。足利氏本宗家（下野源氏）の初代であり、下野国足利荘を本拠としたため足利義康と称する。足利陸奥判官、足利蔵人判官。室町幕府初代将軍・足利尊氏は七世の孫。

## 生涯
天治2年（1125年）頃、源義国の次男として京で誕生。父・義国から下野国足利荘および、その南隣にある簗田御厨の権益を相続し、足利を名字とした。
父の本領である八幡荘を相続した異母兄の義重は、父と共に上野国新田荘を開墾し新田氏の祖となる。義康は熱田大宮司藤原季範の養女（実孫）を娶り、河内源氏の同族源義朝と相聟の関係になり同盟を結んでいる。
康治元年（1142年）10月、鳥羽上皇が建立した安楽寿院に足利荘を寄進、下司となった。久安の頃に上洛し、所領の寄進が機縁となって鳥羽上皇に北面武士として仕えた。義康の妻は、鳥羽上皇の后・美福門院に女房として仕えた。義康は、検非違使に任官し、陸奥守にも任ぜられ、「陸奥判官」とも呼ばれた。
保元元年（1156年）、死期が迫った鳥羽法皇が特に信頼できるとして後事を託した五人の武士の中に義康の名もあった。同年起こった保元の乱では、後白河天皇側に付き、平清盛、義朝に次ぐ100余騎を率いて天皇方の主力となった。乱後、論功行賞により検非違使のまま蔵人になり、昇殿を許された。さらに、従五位下となり、兄・義重より先に貴族に列した（『兵範記』）。
保元2年（1157年）5月、死去。30歳を少し過ぎた程度の年齢だったとみられる。